# Coffee County, Georgia
Coffee County är ett administrativt område i delstaten Georgia, USA, med 42 356 invånare. Den administrativa huvudorten (county seat) är Douglas. 

## Geografi
Enligt United States Census Bureau har countyt en total area på 1 561 km². 1551 km² av den arean är land och 10 km² är vatten.

### Angränsande län
- Telfair County, Georgia - nord
- Jeff Davis County, Georgia - nordost
- Bacon County, Georgia - öst
- Ware County, Georgia - sydost
- Atkinson County, Georgia - syd
- Berrien County, Georgia - sydväst
- Irwin County, Georgia - väst
- Ben Hill County, Georgia - väst